# 亞美尼亞—葡萄牙關係
亞美尼亞－葡萄牙關係，是指亞美尼亞共和國和葡萄牙共和国之間的外交關係。兩國雖有對派外交代表，但均不駐在彼此國內；亞美尼亞駐意大利大使館兼轄駐葡事務，而葡萄牙駐俄羅斯大使館則兼轄駐亞美尼亞事務。
1920年8月10日，葡萄牙正式承認亞美尼亞的獨立，該國又指將會尊重和保護該國的領土完整及政治獨立；1983年7月，由亞美尼亞極端分子在葡萄牙、法國和比利時發動襲擊，造成15人死、60人傷。

## 政治和經貿關係
2000年11月，亞美尼亞外長出訪里斯本，會見葡萄牙總統桑帕約和外長；2001年7月10日，時任亞美尼亞總統羅伯特·科恰良指該國重視與葡萄牙關係的發展。亞美尼亞外長又於2001年7月11日會見葡萄牙代表團，冀改善雙邊的經貿關係。2002年6月19日，葡萄牙共和国议会主席若昂·博斯科·莫塔·阿馬拉爾與亞美尼亞大使討論發展和加強兩國議會之間的關係。